# Ramadasa dissoluta
Ramadasa dissoluta är en fjärilsart som beskrevs av W. Warren 1916. Ramadasa dissoluta ingår i släktet Ramadasa och familjen nattflyn. Inga underarter finns listade.